# Кальнишовка
Кальнишовка (укр. Кальнишівка) — село на Украине, находится в Тывровском районе Винницкой области.
Код КОАТУУ — 0524584003. Население по переписи 2001 года составляет 261 человек. Почтовый индекс — 23333. Телефонный код — 4355.
Занимает площадь 0,8 км².

## Адрес местного совета
23333, Винницкая область, Тывровский р-н, с. Марковка, ул. Кошевого, 4